# Hermanas (película)
Hermanas es una película argentina-española-brasileña escrita y dirigida por Julia Solomonoff y protagonizada por Valeria Bertuccelli e Íngrid Rubio, estrenada el 28 de abril de 2005.

## Sinopsis
En 1984 dos hermanas (Natalia y Elena) vuelven a encontrarse en Texas después de nueve años sin verse, cuando comenzaba la dictadura militar llamada Proceso de Reorganización Nacional (1976-1983). Natalia, que debió huir al exilio en 1975 cuando su novio fue detenido-desaparecido, encuentra en la casa de su hermana el manuscrito de una novela del padre que cuenta la historia de la familia durante los años de dictadura. Las hermanas deben entonces hablar y responder preguntas.

## Datos técnicos
- Origen: Argentina-España-Brasil
- Duración original: 88 min.
- Directora: Julia Solomonoff
- Guion: Julia Solomonoff
- Productor: Mariela Besuievski
- Fotografía: Ramiro Civita
- Escenografía: Pilar Peredo
- Vestuario: Beatriz De Benedetto
- Música: Jorge Drexler y Lucio Godoy
- Montaje: Rosario Suárez
- Sonido: Gaspar Scheuer

## Reparto
- Valeria Bertuccelli como Elena Levín
- Íngrid Rubio como Natalia Levín
- Adrián Navarro	como Sebastián Morini
- Nicolás Pauls como Martín García Solís
- Milton de la Canal como Tomás Morini
- Horacio Peña como David Levín
- Mónica Galán como Marta Levín
- Eusebio Poncela como Luis Morini
- Pedro Pascal como Steve
- Lidia Catalano
- Gustavo Pastorini como Turista americano